# Thinornis novaeseelandiae
Il corriere della Nuova Zelanda (Thinornis novaeseelandiae, Gmelin 1789), è un uccello della famiglia dei Charadriidae.

## Sistematica
Thinornis novaeseelandiae non ha sottospecie, è monotipico.

## Distribuzione e habitat
Questo uccello nidifica sulle Isole Chatham (Rangatira e Western Reef). Recentemente è stato reintrodotto in alcune isole al largo dell'Isola del Nord in Nuova Zelanda (Motuora, nel Golfo di Hauraki).